# Long Phú (thị trấn)
Long Phú là thị trấn huyện lỵ cũ của huyện Long Phú, tỉnh Sóc Trăng, Việt Nam.

## Địa lý
Thị trấn Long Phú nằm ở trung tâm huyện Long Phú, cách thành phố Sóc Trăng 17 km về phía đông, có vị trí địa lý:
- Phía đông giáp huyện Cù Lao Dung qua sông Hậu
- Phía tây giáp xã Tân Hưng
- Phía nam giáp xã Long Phú
- Phía bắc giáp xã Long Đức.

Thị trấn Long Phú có diện tích 26,69 km², dân số năm 2022 là 19.063 người, mật độ dân số đạt 714 người/km².
Trên địa bàn thị trấn có Quốc lộ Nam Sông Hậu và tỉnh lộ 6 đi qua.

## Hành chính
Thị trấn Long Phú được chia thành 8 ấp: 1, 2, 3, 4, 5, Khoan Tang, Sóc Mới, Tân Lập.